# Älgtjärnen (Edefors socken, Norrbotten, 733080-173250)
Älgtjärnen är en sjö i Bodens kommun i Norrbotten och ingår i Luleälvens huvudavrinningsområde. Älgtjärnen ligger i Urstjärnbäcken Natura 2000-område.